# Парсонс, Майкл
Майкл Парсонс (англ. Michael Parsons; род. 3 октября 1995) — американский фигурист, выступающий в танцах на льду с Кэролайн Грин. С ней он — чемпион четырёх континентов (2022).
До апреля 2019 года выступал в паре со своей сестрой Рейчел Парсонс. С ней он — чемпион мира среди юниоров (2017), серебряный призёр чемпионата мира среди юниоров (2016), победитель финала юниорского Гран-При (2016), бронзовый призёр взрослого Гран-при Японии (2018).
По состоянию на 11 октября 2021 года Парсонс и Грин занимали 18-е место в рейтинге Международного союза конькобежцев.

## Личная жизнь
Майкл Парсонс родился 3 октября 1995 года в Уитоне, Мэриленд. У него есть две сестры — Рейчел и Кэти. Он специализируется в области биологии в колледже Монтгомери в Роквилле, штат Мэриленд.

## Карьера

### Ранние годы
Парсонс начал учиться кататься на коньках в возрасте семи лет. Сначала он хотел играть в хоккей, но в конечном итоге выбрал фигурное катание. Он присоединился к Академии конькобежного спорта Уитона в декабре 2003 года. В начале своей танцевальной карьеры он катался на коньках с Кристиной Рексфорд.
В феврале 2010 года он встал в пару со своей сестрой Рейчел. Они выиграли золото в категории «новисов» на чемпионате США 2011 года. В сентябре 2011 года пара дебютировала в серии Гран-при среди юниоров, заняв девятое место в Гданьске. Получив оловянную медаль на чемпионате США среди юниоров 2012 года, они представляли Соединенные Штаты на зимних юношеских Олимпийских играх 2012 года, заняв четвёртое место. Они также попали на чемпионат мира среди юниоров 2012 года, который проходил в Минске. На турнире Рейчел и Майкл заняли пятнадцатое место.
В следующем сезоне Парсонсы заняли шестое место на этапе Гран-при в Линце. Затем они выиграли первую медаль на юниорских этапах Гран-при, завоевав бронзу в Загребе.

### 2013/2014
Рейчел и Майкл Парсонс выиграли серебряные медали на обоих своих этапах Гран-при, которые проходили в Кошице и в Остраве. Эти результаты помогли им впервые в карьере отобраться в финал Гран-при, который прошёл в Фукуоке. В финале пара замкнула турнирную таблицу. Дуэт выиграл бронзу чемпионате США среди юниоров 2014 года. Завершили свой сезон в Софии на юниорском Чемпионате мира, заняв восьмое место.

### 2014/2015
Парсонс удостоились медали на обоих своих этапах Гран-при, получив бронзу в Айти и серебро в Загребе. Эти результаты не позволили им попасть в финал Гран-при, они были первыми запасными. Затем они выиграли серебро на юниорском уровне на чемпионате США 2015 года. На чемпионате мира среди юниоров 2015 года в Таллинне, пара остановилась в шаге от пьедестала, заняв четвёртое место.

### 2015/2016
На этапах Гран-при среди юниоров Парсонсы выиграли две золотые медали. Сначала они выиграли в Братиславе, а затем закрепили свой успех в Загребе. В Барселоне Рейчел и Майкл взяли бронзовую медаль, уступив только своим одногруппникам Лоррейн Макнамаре / Куинн Карпентеру и Алле Лободе / Павлу Дрозду, заняв второе место в коротком танце и пятое в произвольном. На чемпионате мира среди юниоров 2016 года в Дебрецене они заняли первое место в коротком танце и второе место в произвольном танце, впервые в карьере выиграв серебро юниорского чемпионата мира.

### 2016/2017

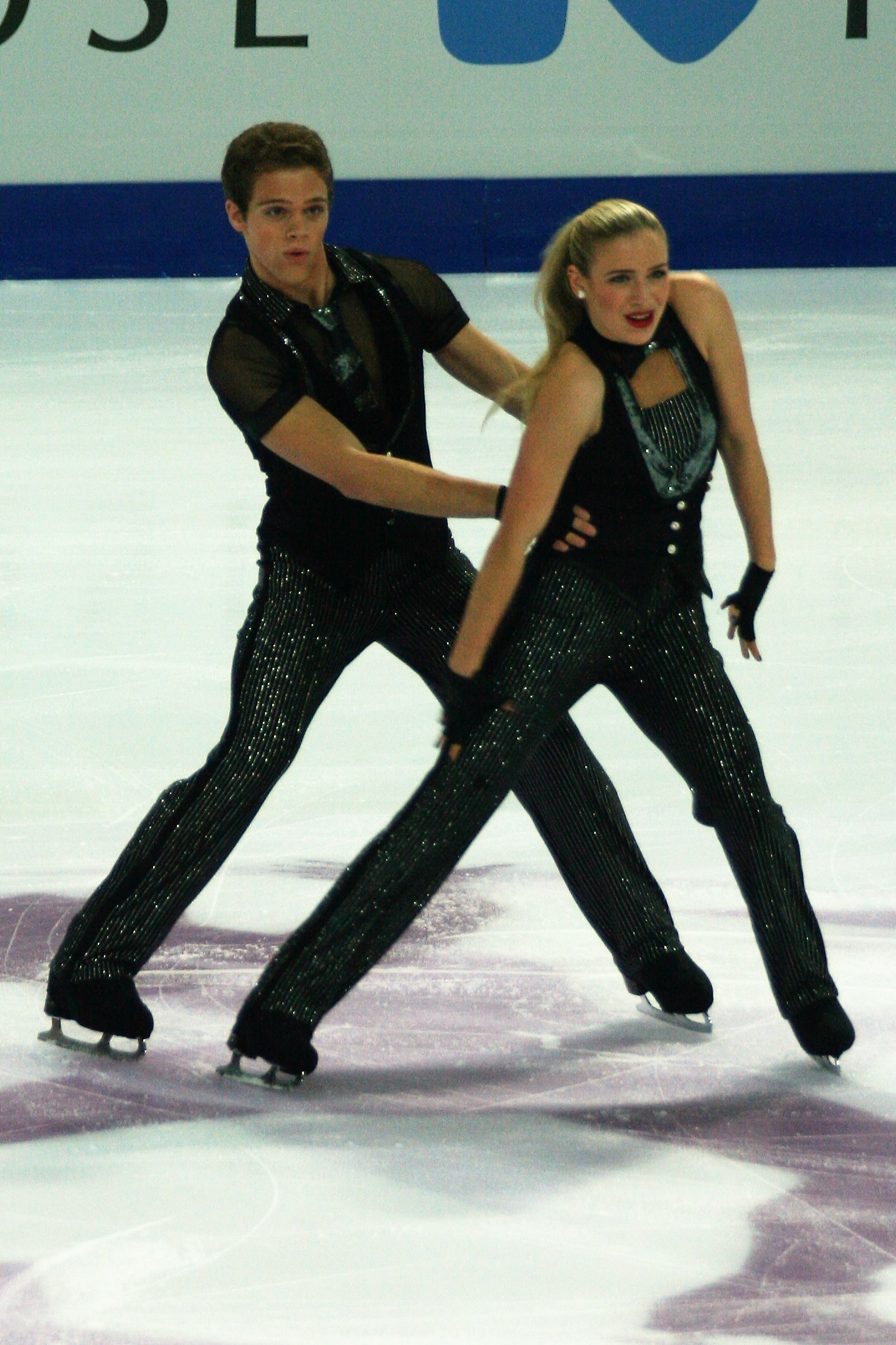
Р. Парсонс и М. Парсонс на финале Гран-при в Марселе

В свой последний юниорский сезон, Рейчел и Майкл сначала выигрывают две золотые медали юниорских этапов Гран-при: в Йокогаме и в Дрездене. В декабре 2016 года они участвовали в финале юниорского Гран-при, который состоялся в Марселе. Заняв второе место в коротком танце и первое в произвольном, они выиграли титул с отрывом 0,63 от Лободы и Дрозда. В следующем месяце Парсонсы впервые выиграли юниорский национальный титул на чемпионате США 2017 года, опередив ближайших конкурентов на 11 баллов. Рейчел и Майкл закончили свой сезон победой на чемпионате мира 2017 года, впервые в карьере выиграв золотые медали. Как и в финале Гран-при, Парсонсы выиграл соревнование в общем зачете, заняв второе место в коротком танце и первое в произвольном, отрыв от пары Лобода / Дрозд составил 0,46 балла. В этом сезоне Рейчел и Майкл были непобедимы.

### 2017/2018
Брат и сестра Парсонсы перешли на взрослый уровень. Пара дебютировала на турнире серии «Челленджер» Ondrej Nepela Trophy 2017, завоевав серебряные медали. Затем состоялся дебют на этапах Гран-при. На Rostelecom Cup 2017 Рейчел и Майкл заняли седьмое место. На Skate America 2017 ребята замкнули турнирную таблицу, заняв девятое место. На дебютном чемпионате США Рейчел и Майкл выступили достойно. Они заняли пятое место, опередив своих одногруппников Макнамару / Карпентера. Затем Рейчел и Майкл дебютировали на чемпионате четырёх континентов. Учитывая, что чемпионат четырёх континентов проходил за две недели до Олимпийских игр американская федерация на него отправила второй состав, куда и вошли Парсонсы. На самом турнире дуэт занял шестое место, допустив грубую ошибку на твиззлах в коротком танце.

### 2018/2019
В следующем сезоне пара приняла участие в трёх турнирах серии Челленджер: Asian Figure Skating Trophy, Lombardia Trophy 2018, Nebelhorn Trophy 2018. На всех трёх турнирах Парсонсы стали серебряными призёрами. Затем пара приняла участие в японском этапе Гран-при, где впервые завоевала бронзу на турнирах подобного уровня. На этапе Гран-при во Франции Рейчел и Майкл стали пятыми. На чемпионате США пара выступила неудачно, заняв лишь шестое место.

## Программы
(с К. Грин)
| Сезон     | Ритм-танец | Произвольный танец                                    |
| --------- | --- | ----------------------------------------------------- |
| 2019—2020 | - Квикстеп: «Screw Loose» Адам Шлезингер, Дэвид Джавербаум - Блюз: «Baby Baby Baby Baby» Адам Шлезингер, Дэвид Джавербаум | - «Conquest of Spaces» Woodkid - «I Love You» Woodkid |

(с Р. Парсонс)
| Сезон     | Короткий танец | Произвольный танец                                                                      | Показательные выступления                                                                  |
| --------- | --- | --------------------------------------------------------------------------------------- | ------------------------------------------------------------------------------------------ |
| 2018—2019 | - Танго: «Vuelvo al Sur» Medialuna Tango Project - Танго: «Tango Cha» Sergio Belem                                                                               | - «To Build A Home» The Cinematic Orchestra, Патрик Уотсон                              |                                                                                            |
| 2017—2018 | - Румба: «Mambo Molly» Mambo Molly - Румба: «Everybody’s Got To Learn Sometime» Дзуккеро - Мамбо: «Congo Crazed» Mambo Molly                                     | - «La Partida» Виктор Хара - «Sikuriadas» Инти-Ильимани - «Quiaquenpita» Инти-Ильимани  |                                                                                            |
| 2016—2017 | - Хип-Хоп: «A Little Party Never Killed Nobody» Ферги, Q-Tip, GoonRock - Блюз: «Born to Die» Лана Дель Рей - Хип-Хоп                                             | - «Singing in the Rain» София Син, Александр Гольдштейн                                 | - «Knockin' On Heaven's Door» Selig - «Disco Inferno» The Trammps с Макнамарой/Карпентером |
| 2015—2016 | - Вальс: «Отъезд Золушки на бал» (из балета «Золушка») Сергей Прокофьев                                                                                          | - «La Malamada» Medialuna Tango Project - «Palabras y Vientoby» Medialuna Tango Project | - «Elevation» U2                                                                           |
| 2014—2015 | - Румба: «Fruta Fresca (Club remix)» Карлос Вивес - Самба: «Heart of the Wind» Robert Tree Cody                                                                  | - «Нотр-Дам де Пари» Риккардо Коччанте, Брюно Пельтье                                   |                                                                                            |
| 2013—2014 | - Квикстеп: «Funny Girl Overture» Джул Стайн - Фокстрот: «Funny Girl Overture» - Квикстеп: «Funny Girl Overture»                                                 | - «New Moon» Александр Деспла - «Time Back» Bad Style                                   |                                                                                            |
| 2012—2013 | - Хип-Хоп: «4 Minutes» Джастин Тимберлейк, Мадонна - Блюз: «Cyber Shanty Town Blues» Christian HipHop Factory - Хип-Хоп: «4 Minutes» Джастин Тимберлейк, Мадонна | - «Walpurgis Night» - «Three Nymphs» из оперы «Фауст» Шарль Гуно                        |                                                                                            |
| 2011—2012 | - «Psychedelic Sally» Эдди Джефферсон | - «To Glory» Томас Бергерсен - «Enigmatic Soul» Томас Бергерсен                         |                                                                                            |
| 2010—2011 | | - «Жар-птица» Игорь Стравинский                                                         |                                                                                            |

## Спортивные результаты
(с Кэролайн Грин)
| Соревнования                        | 19/20         | 20/21         | 21/22         | 22/23         |
| Международные                       | Международные | Международные | Международные | Международные |
| ----------------------------------- | ------------- | ------------- | ------------- | ------------- |
| Чемпионат мира                      |               |               |               | 6             |
| Чемпионат четырёх континентов       |               |               | 1             | 5             |
| Этапы Гран-при: Skate America       | 7             | 4             |               |               |
| Этапы Гран-при: Skate Canada        | 7             |               | 4             | 4             |
| Этапы Гран-при: NHK Trophy          |               |               |               | 3             |
| Этапы Гран-при: Италия              |               |               | 5             |               |
| Челленджеры. Lombardia Trophy       | 5             |               |               |               |
| Челленджеры. Finlandia Trophy       |               |               |               | 5             |
| Челленджеры. Autumn Classic         |               |               | 3             |               |
| Челленджеры. Золотой конёк Загреба  | 3             |               |               |               |
| Челленджеры. Warsaw Cup             | 3             |               | 3             |               |
| Lake Placid Ice Dance International | 5             |               | 1             |               |
| Национальные                        |               |               |               |               |
| Чемпионат США                       | 5             | 4             | 4             | 2             |

(с Рейчел Парсонс)
| Соревнования                               | 10/11         | 11/12         | 12/13         | 13/14         | 14/15         | 15/16         | 16/17         | 17/18         | 18/19         |
| Международные                              | Международные | Международные | Международные | Международные | Международные | Международные | Международные | Международные | Международные |
| ------------------------------------------ | ------------- | ------------- | ------------- | ------------- | ------------- | ------------- | ------------- | ------------- | ------------- |
| Чемпионаты четырёх континентов             |               |               |               |               |               |               |               | 6             |               |
| Этапы Гран-при: Internationaux de France   |               |               |               |               |               |               |               |               | 5             |
| Этапы Гран-при: NHK Trophy                 |               |               |               |               |               |               |               |               | 3             |
| Этапы Гран-при: Skate America              |               |               |               |               |               |               |               | 9             |               |
| Этапы Гран-при: Rostelecom Cup             |               |               |               |               |               |               |               | 7             |               |
| Челленджеры. Asian Trophy                  |               |               |               |               |               |               |               |               | 2             |
| Челленджеры. Lombardia Trophy              |               |               |               |               |               |               |               |               | 2             |
| Челленджеры. Nebelhorn Trophy              |               |               |               |               |               |               |               |               | 2             |
| Челленджеры. Ondrej Nepela Trophy          |               |               |               |               |               |               |               | 2             |               |
| Челленджеры. Golden Spin                   |               |               |               |               |               |               |               | 8             |               |
| Lake Placid Ice Dance International        |               |               |               |               |               |               |               | 2             | 2             |
| Международные среди юниоров                |               |               |               |               |               |               |               |               |               |
| Чемпионаты мира среди юниоров              |               | 15            |               | 8             | 4             | 2             | 1             |               |               |
| Юношеские Олимпийские игры                 |               | 4             |               |               |               |               |               |               |               |
| Финалы юниорского Гран-при                 |               |               |               | 6             |               | 3             | 1             |               |               |
| Этапы юниорского Гран-при: Австрия         |               |               | 6             |               |               |               |               |               |               |
| Этапы юниорского Гран-при: Хорватия        |               |               | 3             |               | 2             | 1             |               |               |               |
| Этапы юниорского Гран-при: Чехия           |               |               |               | 2             |               |               |               |               |               |
| Этапы юниорского Гран-при: Германия        |               |               |               |               |               |               | 1             |               |               |
| Этапы юниорского Гран-при: Япония          |               |               |               |               | 3             |               | 1             |               |               |
| Этапы юниорского Гран-при: Польша          |               | 9             |               |               |               |               |               |               |               |
| Этапы юниорского Гран-при: Словакия        |               |               |               | 2             |               | 1             |               |               |               |
| MNNT Cup                                   |               |               |               |               | 2             |               |               |               |               |
| Lake Placid IDI                            |               |               |               |               |               | 1             | 1             |               |               |
| Национальные                               |               |               |               |               |               |               |               |               |               |
| Чемпионаты США                             | 1N.           | 4J.           |               | 3J.           | 2J.           | 2J.           | 1J.           | 5             | 6             |
| N = детский уровень; J = юниорский уровень |               |               |               |               |               |               |               |               |               |